# 维勒布雷
维勒布雷（法語：Villebret，法語發音：[vilbʁɛ]）是法国阿列省的一个市镇，位于该省西部，属于蒙吕松区。

## 地理
维勒布雷（46°16'1"N, 2°38'19"E）面积15.34 平方千米，位于法国奥弗涅-罗讷-阿尔卑斯大区阿列省，该省份为法国中部省份，北起涅夫勒省、西北接谢尔省，西南至克勒兹省，南至多姆山省，东南临卢瓦尔省，东临索恩-卢瓦尔省。
与维勒布雷接壤的市镇（或旧市镇、城区）包括：阿尔弗耶-圣普列斯特、迪尔达-拉勒基耶、拉沃圣安娜、利涅罗勒、内里莱班、圣热内斯。

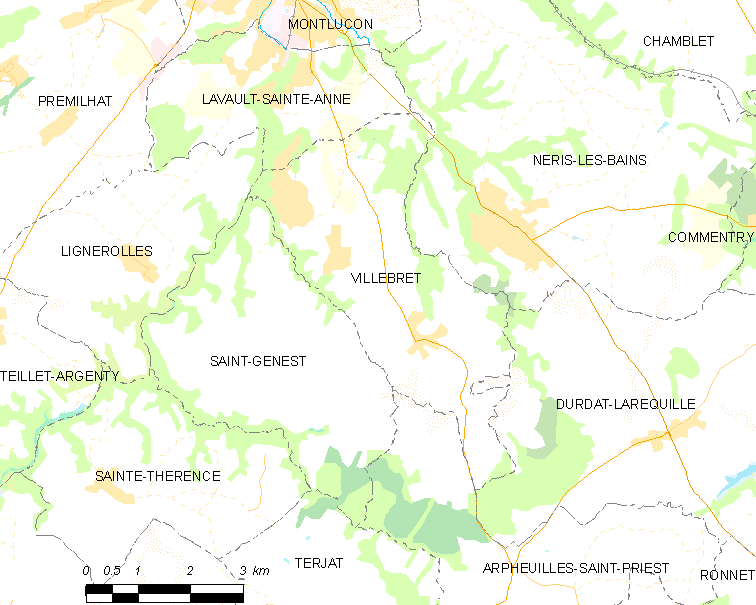
维勒布雷的OSM定位图

维勒布雷的时区为UTC+01:00、UTC+02:00（夏令时）。

## 行政
维勒布雷的邮政编码为03310，INSEE市镇编码为03314。

## 政治
维勒布雷所属的省级选区为蒙吕松第三县。

## 人口

1962-2008年间维勒布雷人口变化图示

维勒布雷于2022年1月1日时的人口数量为1333人。